# Andrena casadae
Andrena casadae is een vliesvleugelig insect uit de familie Andrenidae. De wetenschappelijke naam van de soort is voor het eerst geldig gepubliceerd in 1896 door Cockerell.